# 龍族悍將
龍族悍將（又譯為龍之動力、龍族樂團）是英國的速度金屬／力量金屬樂團，1999年成立於倫敦。該樂團以長篇、極為快速的吉他獨奏、奇幻主題的歌詞，以及添加電子音樂和復古電視遊戲音樂在作品中聞名。截至2016年，龍族悍將已發行了7張錄音室專輯、2張現場專輯，1張精選輯和7張單曲。獲得一次葛萊美獎提名。

## 歷史

### 早期與《幽谷魔咒》（1999 - 2003年）
1999年，吉他手李康敏與山姆·托曼成立了力量金屬樂團龍之心（英語：DragonHeart），兩人先前都是黑金屬／力量金屬樂團著魔的成員，他們刊登廣告後招募到了主唱ZP塔特。很快的，前著魔的鼓手馬特·薩提克、貝斯手史提夫·史考特和鍵盤手史提夫·威廉斯也加入。1999年12月，鼓手馬特·薩提克離開樂團，前往斯洛維尼亞就學，由迪帝埃·阿爾莫斯尼取代。2000年，史提夫·史考特離開樂團、加入了影子內閣。史提夫·威廉斯曾退出一段時間，然後歸隊與樂團錄製了第一張試聽帶。2000年，在樂團即將擔任猶大祭司主唱羅柏·哈爾福德的樂團哈爾福德及騰雲樂團的暖場嘉賓時，貝斯手史提夫·威廉斯二度退出，並成立了自己的樂團王者之道。前著魔的貝斯手迪康·哈珀取代了史提夫·史考特留下的空缺。2001年2月，鍵盤手瓦迪姆·普魯諾夫加入，取代了史提夫·威廉斯的位置。至此形成了出道陣容。
雖然試聽帶《幽谷魔咒》是獨立發行的，但當時龍之心在英國是最有人氣的獨立力量金屬樂團之一。2002年，因為發現和另一支力量金屬樂團撞名，龍之心改名為龍族悍將。他們的歌曲〈黑冬之夜〉很快發行為第一張單曲。這首歌在CBS公司旗下的數位音樂網站MP3.com取得巨大成功，它的下載次數於短短數個月內便突破五十萬次，連續兩個星期都是第一名，後來在該網站的重金屬音樂排行榜上停留了兩年。2002年，龍族悍將與德國重金屬廠牌噪音唱片簽約，開始錄製第一張錄音室專輯。2003年2月25日，發行首張專輯《幽谷魔咒》，迪康·哈珀在這張專輯裡負責彈奏貝斯，但是因為需要動肌腱手術，於2002年就先行離開樂團了。專輯主打歌〈幽谷魔咒〉是迄今為止最著名的龍族悍將代表作之一，也成為他們現場的熱門表演曲目。樂團的首次巡迴演唱會於2004年結束，終點站在日本東京。

### 《原子風暴》與《非人神技》（2004 - 2006年）

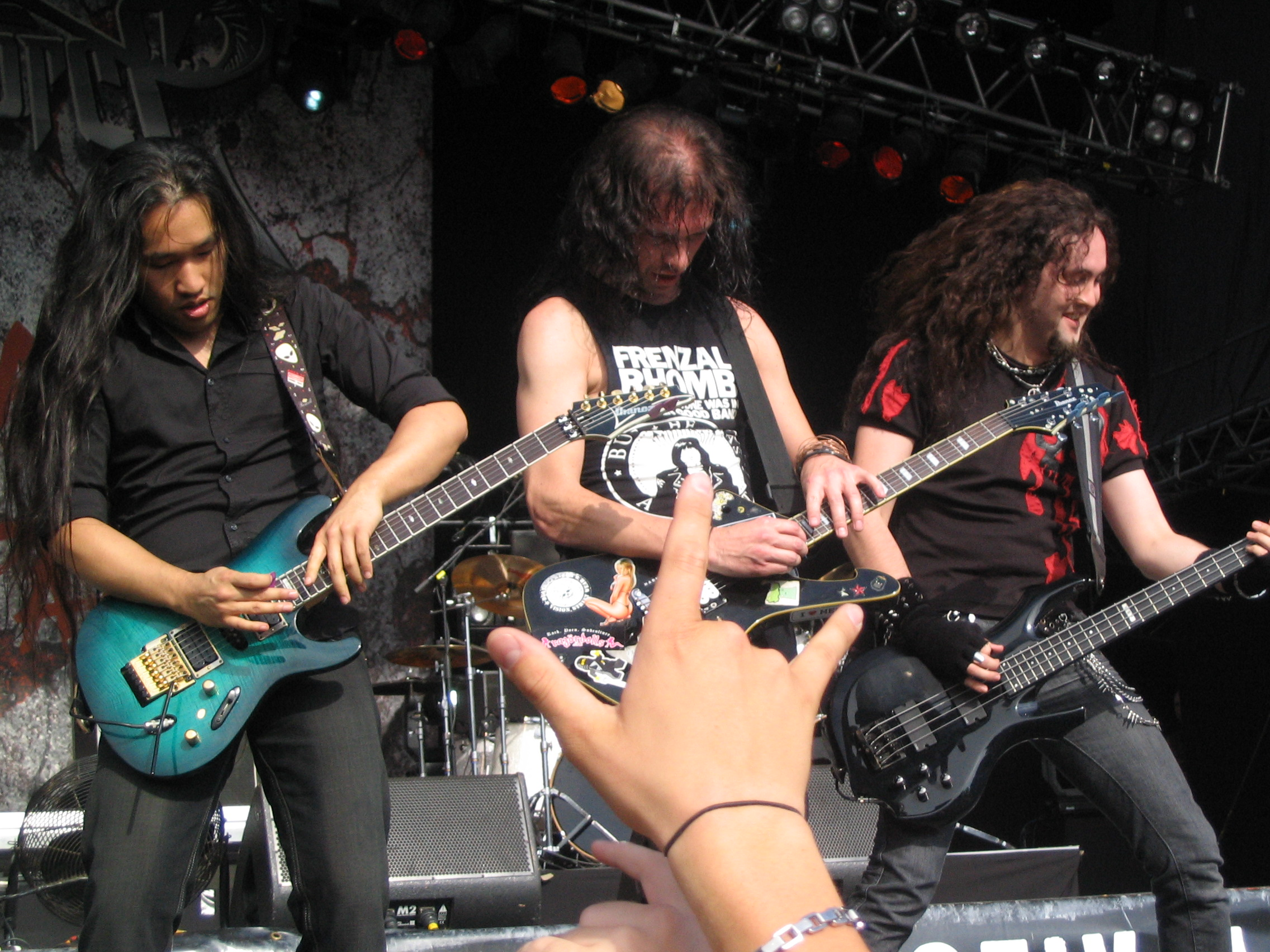
2007年的龍族悍將。

2004年5月11日，龍族悍將發行第二張專輯《原子風暴》，在專輯主打歌〈風暴之怒〉的幫助下，證明這次比上一張專輯更加成功。《原子風暴》是新貝斯手艾德里安·蘭伯特和鼓手戴夫·麥金塔許參與的首張龍族悍將專輯。當戴夫·麥金塔許在2004年加入樂團時，他們開始將自己的音樂風格稱為「極端力量金屬」（英語：Extreme Power Metal），因為他們音樂的速度非常快，包括非常快速的吉他獨奏、貝斯節奏和雙大鼓疾踩。這次的巡迴演唱會比樂團上次展開的時間還要更長，並擔任了更多樂團的暖場嘉賓，不斷打開知名度，包括許多知名的金屬樂團白人盎格魯和鐵娘子。在《原子風暴》專輯中，他們還附加了一個解說錄製過程的影片。
樂團改簽走鵑唱片後，於2006年1月9日發行第三張專輯《非人神技》，其中第一首歌曲〈跨越炎獄〉成為龍族悍將迄今為止最有名的代表作。此曲授權給許多音樂遊戲如《吉他英雄: 世紀經典名曲》、《吉他英雄III：搖滾傳奇》、《惡黑搖滾》、《搖滾樂團》等。前著魔的主唱林賽·道森在這張專輯中客串了死腔和聲。2005年11月，貝斯手艾德里安·蘭伯特為了撫養小孩而離開樂團。龍族悍將招募了費德里克·路克萊爾支援剩餘的巡迴演唱會，他於2006年1月成為正式的貝斯手。2006年12月，發行單曲〈撕裂大地〉，此曲也授權給《吉他英雄III：搖滾傳奇》和《搖滾樂團III》使用。不久之後，〈跨越炎獄〉登上美國告示牌百強單曲榜第86名及加拿大百強單曲榜第61名，並獲得美國唱片業協會的金唱片認證。

### 《超激對決》與世界巡迴演唱會（2007 - 2009年）

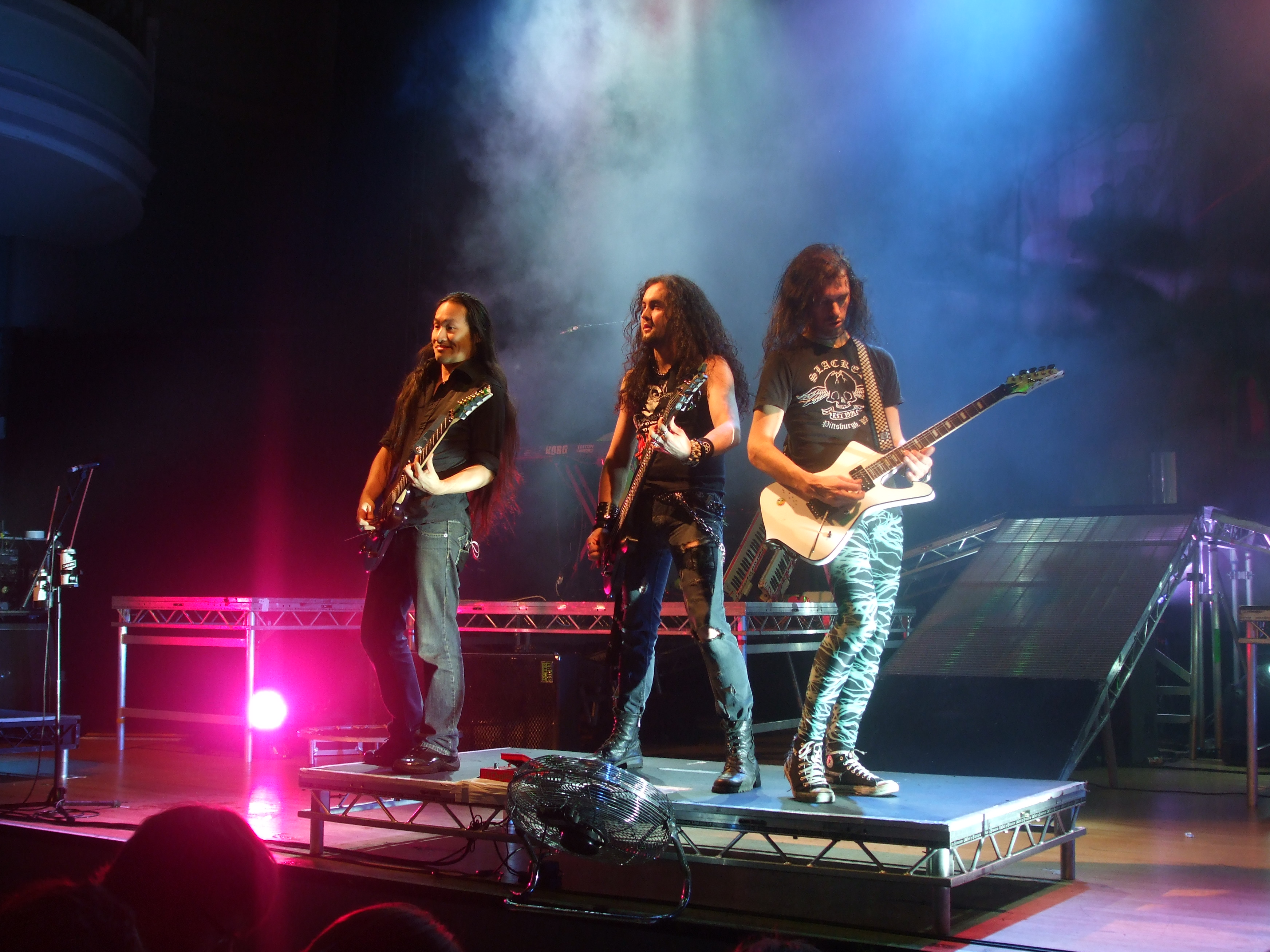
2009年的龍族悍將。

樂團隨後展開了宣傳新專輯的巡迴演唱會。2008年7至8月，參加第一屆混亂音樂節，在主舞台演出，同場的還有滑結與騷動。2008年8月26日，發行第四張專輯《超激對決》。2008年9月25日，從英國牛津展開超激對決世界巡迴演唱會，原本計畫要到拉丁美洲巡演，不過遇上2009年H1N1新型流感疫情而作罷。2009年2月8日，新專輯中的收錄曲〈我們的世紀英雄〉獲第51屆葛萊美獎「最佳金屬樂演奏獎」提名，不過最後敗給金屬製品的〈我的末日〉。電玩遊戲《極限滑板2》和《勁爆冰上曲棍球10》都獲得授權收錄了〈我們的世紀英雄〉。2009年1月22日，樂團歌曲〈最終歸途〉的音樂錄影帶在Xbox Live社群上搶先發布。
樂團於9月4日在奧地利魏森舉行的兩日星期音樂節上演出，並於10月15日至10月11日在美國和加拿大演出，邀請了特別嘉賓極光奏鳴曲和黎明曙光登台。巡演下一站是10月16日至30日在德國，10月31日在盧森堡舉行了單次現場演唱會。然後11月6日至14日前往南美洲，在庫里奇巴、阿雷格里港、聖保羅、墨西哥城、聖地牙哥、布宜諾斯艾利斯和波哥大演出。巡演的最後一部分是11月19日至12月12日在英國完成的。

### 《暮光之役》（2010年）
李康敏表示，樂團將於2009年12月結束巡演，並在家中度過聖誕節，然後在2010年1月開始準備下一張專輯。2010年2月22日，樂團重新發行了《幽谷魔咒》和《原子風暴》，《幽谷魔咒》包括重新修復和混音的曲子，同時這兩張專輯也收錄了附贈曲目和全新封面，商品內還有影像光碟，收錄現場影片和採訪等。整個產品還附贈吉他撥片、T恤、充氣造型吉他等，作為一個特別盒組發行。2010年3月8日，由走鵑唱片宣布，由於「無法克服的音樂理念分歧」，ZP塔特已經離開龍族悍將，樂團將會尋找一個新主唱入替。第二天，樂團發布了新聞稿，確認消息主唱離開的消息。李康敏表示：
| “ | 令人非常遺憾的是，龍族悍將宣布與主唱ZP塔特分道揚鑣。這是由於音樂理念上無法克服的分歧導致，但是樂團的其他人真誠的希望，ZP塔特在未來的活動中能取得圓滿成功。雖然核心的創作成員已經開始編寫第五張專輯，但我們也已經開始在全球範圍內尋找新的主唱人選。我們正在尋找一位能力強大的旋律性歌手，與我們一起寫下龍族悍將的新篇章。 | ” |

2010年9月，樂團發行第一張現場專輯《暮光之役》，內容是2009年11至12月間超激對決世界巡迴演唱會的現場音源。9月8日於日本發行、9月13日在英國發行、9月14日在美國發行。關於這張專輯，李康敏表示：
| “ | 多年來，樂迷不斷要求我們錄製一張現場專輯，但老實說，我們為了履行全球巡演的承諾、然後進錄音室錄音，發完專輯就開巡演，所以一直以來都沒有時間搞這個。然而，由於樂迷們對超激對決世界巡迴演唱會的熱情好評和積極參與，我們終於決定把現場專輯納為重要項目...。這些錄音確實能鉅細靡遺捕捉到龍族悍將演出的原始聲音。這是真的，你可以聽到人群的吶喊，用耳朵親自體驗那些晚上開的演唱會 — 你甚至可以聽到我們腳踩在效果器踏板上的聲音！ | ” |

然後，樂團於2010年初開始進行新的錄音室專輯工作，他們來往於美國加州、英國倫敦和法國南部的幾間錄音工作室。樂團後來證實，他們將在2011年8月擔任鐵娘子兩場英國演唱會的開場嘉賓。

### 《全力衝刺》、《極限失控》與《火線狙擊》（2011 - 2015年）

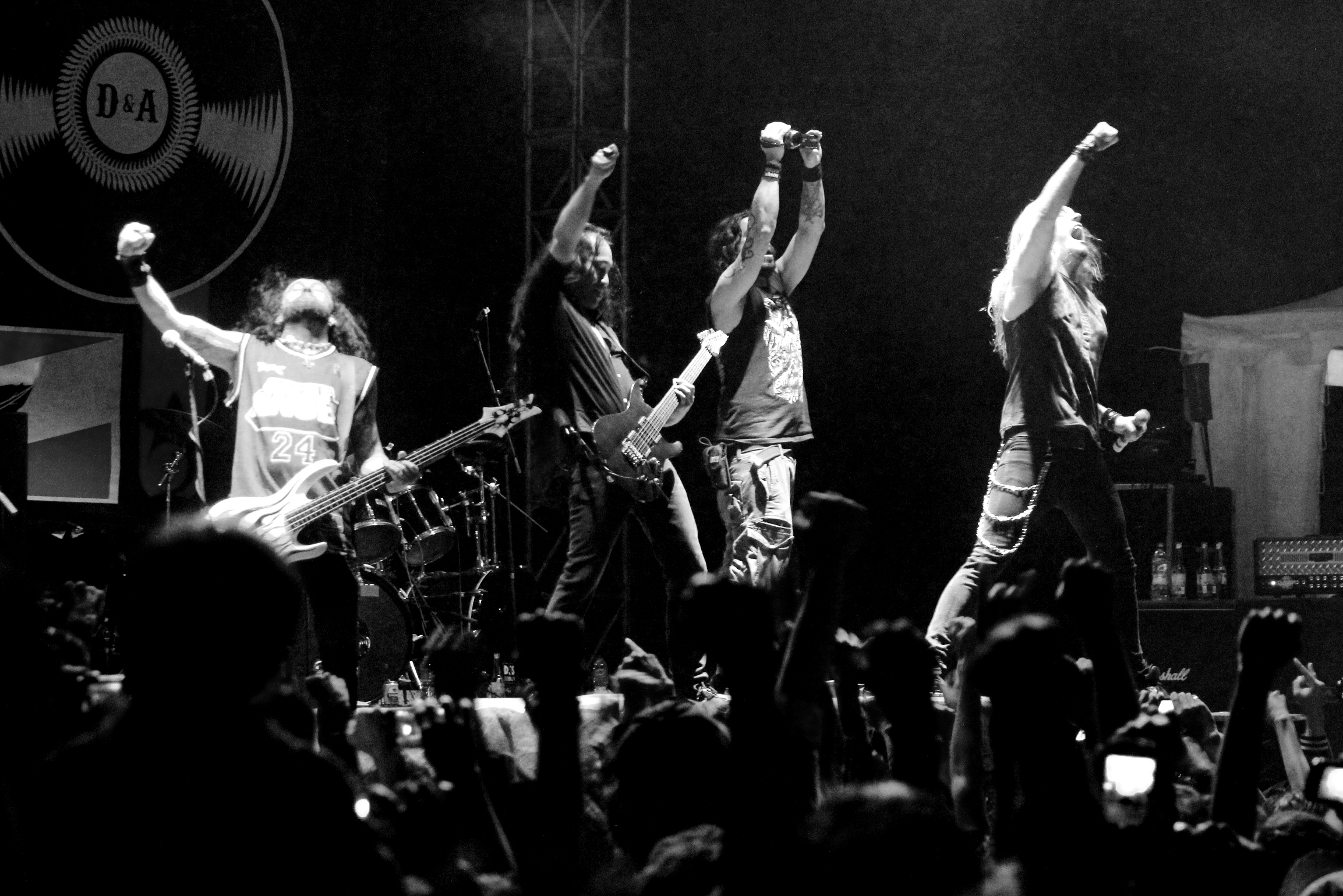
2013年的龍族悍將。

在失去主唱即將屆滿一年時，龍族悍將於2011年3月2日宣布，樂團的新主唱由馬克·哈德森擔任。他曾經參與過樂團活動，但在加入龍族悍將前不是專業音樂人。他與龍族悍將的第一場演出是在2011年8月擔任鐵娘子開場嘉賓時，他們演唱了新曲〈哭號雷聲〉，此曲也授權給音樂遊戲《搖滾樂團III》使用。2012年4月15，發行第五張專輯《全力衝刺》，他們這次邀請了艾蜜莉·歐芬登和克萊夫·諾蘭兩位歌手客串獻聲。在北美巡演期間，樂團演出了新曲〈墮落世界〉以及〈哭號雷聲〉。〈墮落世界〉是龍族悍將迄今為止最快、最激烈的歌曲。從2012年9月下旬起，樂團展開了英國及愛爾蘭巡演之旅。2013年2月，樂團參加澳洲聲浪音樂節的演出。
2013年4月12日，樂團宣佈完成新專輯的創作，並於5月19日繼續和曾與寂靜黑暗、撒旦之作、造物主、貝拉寇、維京戰神、殘月魔都、X交響樂樂團合作的詹姆斯·博格倫擔任唱片製作人，前往瑞典厄勒布魯展開錄製工作。2014年3月31日，傳出混種魔獸主唱兼吉他手馬特·哈菲也客串了和聲錄音，艾蜜莉·歐芬登和克萊夫·諾蘭這次也會繼續客串獻聲。2014年6月3日，龍族悍將宣布他們已經與鼓手戴夫·麥金塔許分道揚鑣，他的位置由腦殘樂團和殺戮儀式的前成員吉·安佐隆取代。2014年8月18日，發行第六張專輯《極限失控》（北美與日本地區是8月19日發行、澳洲是8月22日發行，日本版還多了五首附贈曲目）。為宣傳這張專輯，樂團於9月17日從愛丁堡開始進行世界巡迴演唱會，終點站位於2015年2月1日的比利時布魯塞爾。2015年6月12日，樂團在下載音樂節登台表演，邀請日本金屬團體BABYMETAL擔任神秘嘉賓，並同台共同演出
。6月16日，龍族悍將出席「金屬之鎚金神獎」，在頒獎儀式上與BABYMETAL同台共演了〈Road of Resistance〉，這首曲子是吉他手李康敏、山姆·托曼與BABYMETAL合力創作的。2015年7月10日，發行第二張現場專輯《火線狙擊》，內容是2014年在日本大聲公園音樂節的現場演出實況。

### 《超級經典》與《無限境界》（2016年 - 2018年）

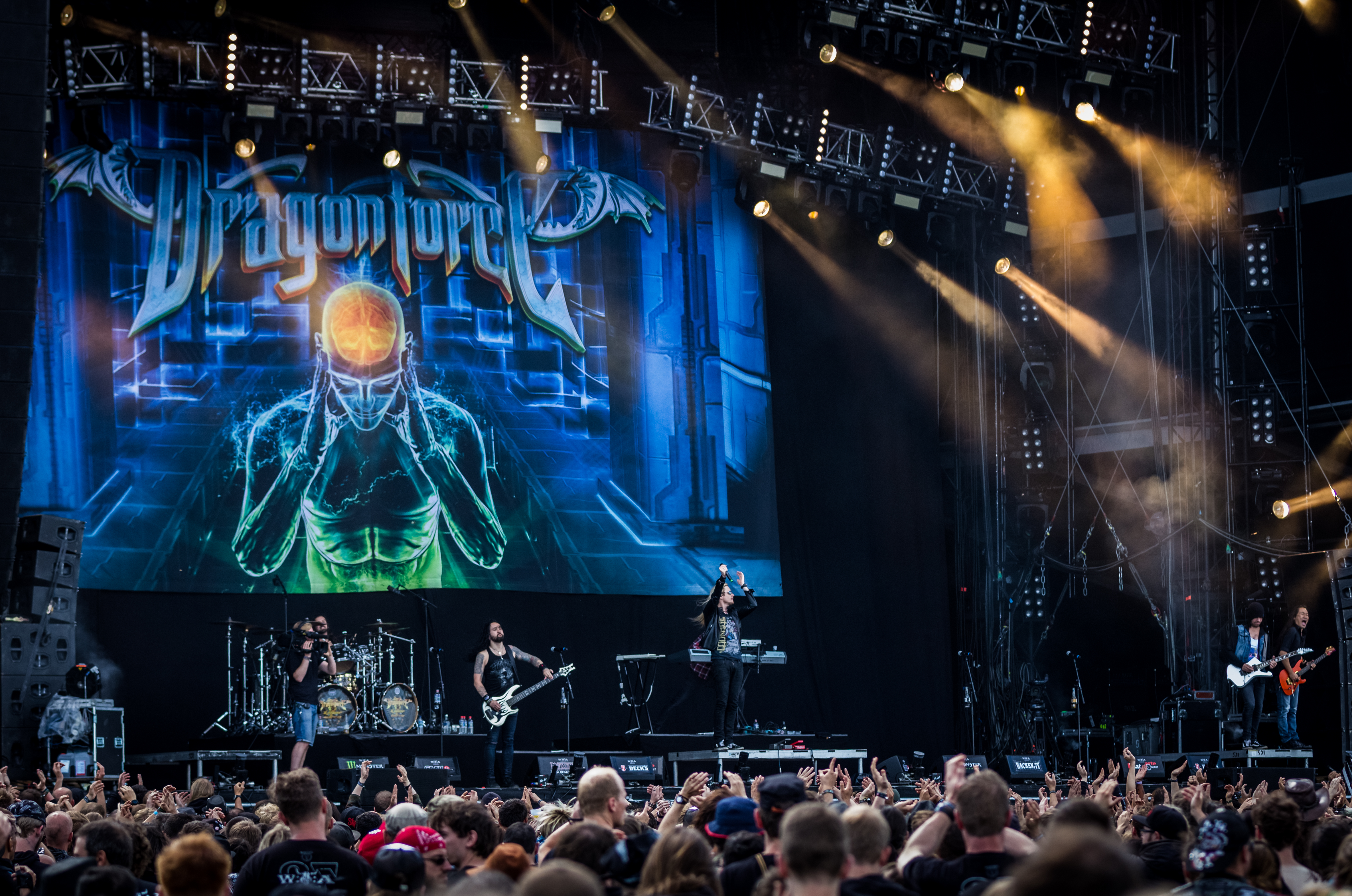
2016年的龍族悍將。

2016年4月3日，樂團發行首張精選輯《超級經典》，其中包含歷年經典曲目的雙音源光碟和一張現場演出的影像光碟。樂團還展開了超級經典世界巡迴演唱會，來宣傳該精選輯的發行。2016年7月，龍族悍將發布了關於主唱馬克·哈德森健康狀況的聲明，表示在醫生的建議下，他無法參加在斯洛維尼亞和捷克舉行的金屬時光音樂節演出。在捷克的演出節日中，由佩爾·弗雷德里克·奧斯利支援了兩次表演。然後，王者之道主唱亞拉蘇·蓋瑞法拉也支援了西班牙搖滾傳奇音樂節演出。龍族悍將於9月11日在美國蒙特維爾舉行免費演唱會，做為超級經典世界巡迴演唱會的終點站。11月11日，龍族悍將確認參加菲律賓2017年爆擊果肉夏日音樂節。
李康敏在全美音樂商業協會舉辦的2017年NAMM冬季展中接受採訪時透露，樂團錄製的第七張專輯已經在進行收尾工作。2017年2月，樂團在官方網站上透露了專輯封面和專輯名稱。2月9日，樂團在官方網站上公佈了新專輯的詳細資料，包括發行日期、發行格式和發行活動。負責大部分詞曲創作的貝斯手費德里克·路克萊爾還對專輯的錄製過程透露了細節，他說：
| “ | 我們不斷搭飛機出去舉行巡迴演出，然後再回到錄音室，接著做完了專輯再回到舞台上，一遍又一遍重複著。這是非常緊湊、非常疲憊的...。我發過幾次脾氣 — 我想成員們有時候都會受不了，因為我們只想展現最好的東西出來，我認為樂團已經證明很擅長演奏超快的曲子，所以這次我想納入更豐富的多樣性在音樂中。這是很大的挑戰，而不是待在舒適區，我認為這樣做非常好。 | ” |

2017年5月19日，樂團發行第七張專輯《無限境界》。李康敏表示，專輯封面上中間那個是蟲洞，它代表龍族悍將永恆的音樂能量，因為如果真的能夠打開一個蟲洞的話，那就需要巨大的能量。而且，它象徵著世界各地的人們可以透過它穿越時空，抵達不同的年代，強調專輯的逃避主義氛圍。封面上的龍則代表樂團的精神。2017年5月15日，發布〈黎明灰燼〉的音樂錄影帶。然而鍵盤手瓦迪姆·普魯諾夫並沒有參加該影片的拍攝，《無限境界》專輯在錄音製作也沒有傳出任何關於他異動的消息。瓦迪姆·普魯諾夫在他私人的官方YouTube頻道發表影片解釋說，他希望騰出更多的時間陪伴女兒，而且由於合約義務的限制，他不得不在「全勤出席」或「完全缺席」中做出選擇。他選了第二個選項，也將不會在任何新專輯的宣傳巡迴演唱會中出現。

### 陣容變化和《Extreme Power Metal》（2019年 - 2020年）
2018 年 1 月，樂團宣布將於 7 月亮相奧地利萊奧本的 Area 53 音樂節， 並於 6 月首次亮相 Download Festival 的主舞台，這是自 2009 年以來的首次。 2018 年 4 月，樂團宣布了 The Power Within 的重製版，名為 Re-Powered Within。 Herman 表示：「我喜歡Re-Powered Within 的結果。我們按照前兩張版本的風格，用更現代的製作方式重新混音並重新製作了原始音樂。結果是更清晰、更強大的聲音。粉絲們會得到更好地聆聽音樂的細節，帶出他們以前聽不到的部分，並為我們現在更喜歡的歌曲注入新的興奮。 DragonForce 宣布他們已與之前為樂隊混音和母帶製作的Damien Rainaud 一起進入錄音室，製作他們的第八張錄音室專輯，並且樂隊將於2019 年10 月加入Megadeth 的MEGACruise。
2019 年 6 月 10 日，在兩年多沒有加入 DragonForce 後，普魯扎諾夫在他的 Facebook 頁面上發文稱，他已於 2018 年 5 月正式離開樂團。 2019年7月，樂團的第八張錄音室專輯《Extreme Power Metal》宣布發布，發行日期為2019年9月27日，並發布了《Highway to Oblivion》的音樂錄影帶。 Epica鍵盤手Coen Janssen為新專輯錄製鍵盤。 2019 年 8 月，Frédéric Leclercq 宣布他將離開樂團去追求其他專案；樂團後來證實了 Leclercq 的離開，YouTube 名人兼音樂家 Steve Terreberry 將在樂團的美國巡迴日期中擔任貝斯手。由於焦慮，Terreberry 最終在演出前退出了巡演，他在 YouTube 頻道上發布了一段影片解釋了他的決定。 曾經製作過 Extreme Power Metal 的貝斯手 Damien Rainaud 因此接管了貝斯職責。

### 新的成員和《Warp Speed Warriors》（2020年至今）
2020 年 1 月，艾莉西亞·維吉爾 (Alicia Vigil) 接任樂團新的巡迴貝斯手，開始他們的歐洲巡演。3 月，Anzalone 因心肌炎入院，被迫缺席 DragonForce 的美國巡演，由 Aquiles Prester 取代他參加巡演，直到巡演因 COVID-19 大流行而取消。 四月份，Herman 說樂團決定利用封鎖時間為「一張很長時間都不會發行的新專輯」創作新音樂，同時也表示他們正在考慮招募 Vigil 作為他們的下一個永久貝斯手.Vigil 後來被確認為 2022 年 2 月李的 Twitch 直播中的新全職貝斯手。
在隔離期間，DragonForce 創作並錄製了 Rammstein、Amon Amarth、Blink-182 和 Nightwish 等樂團風格的模仿歌曲，並與 Bowling For Soup 的 Jaret Reddick 合作。2021 年 2 月，樂團宣布他們將專業錄製這些歌曲，並在今年稍晚在專輯中發行，然後再編寫下一張正式專輯。 不過，目前尚不清楚樂團是否仍在推進他們的「模仿專輯」計畫。
2022 年 3 月，Herman 透露樂團已經為下一張專輯創作了“很多音樂”，但目前正在尋找新的唱片合約。他補充說，他們寫的音樂「將是史詩般的、勝利的、有趣的、朗朗上口的、令人振奮的。我們將繼續聽起來像 DRAGONFORCE。」
樂團於 2022 年初在北美重新巡迴了他們的專輯《Extreme Power Metal》，其中包括《Firewind》、《Visions of Atlantis》和《Seven Spires》。2022 年末，他們與 Powerwolf 和 Warkings 一起繼續在歐洲進行 Extreme Power Metal 巡演。
DragonForce 與 Napalm Records 簽署了發行他們即將發行的專輯的協議。2023年9月14日，樂團發行了一首名為「Doomsday Party」的新單曲。
2023 年 10 月 18 日，樂團發行了專輯的第二首單曲「Power of the Triforce」以及隨附的音樂錄影帶。同一天，樂團宣布他們的第九張錄音室專輯《Warp Speed Warriors》將於 2024 年 3 月 15 日發行。
2024 年2 月15 日，樂團透過其官方YouTube 頻道發布了泰勒絲(Taylor Swift) 的《Wildest Dreams (Taylor's Version)》翻唱版，該歌曲作為附贈曲目收錄在他們的專輯中。

## 音樂風格
龍族悍將的特殊風格來自李康敏與山姆·托曼的高速雙吉他。透過他們在樂器上極快的速度和旋律，以及掃弦、點弦、琶音、吉他搖桿等技巧，聲音變得類似於快速的晶片音樂音調。樂團通常也會加入第三世代遊戲機的遊戲音樂旋律，例如第一張專輯《幽谷魔咒》中的〈黯黑火焰〉，便有動作遊戲《雙截龍》的旋律。他們也經常在音樂錄影帶中，對這些老電玩遊戲致敬。雖然樂團經常把他們的風格稱為力量金屬，不過外界對龍族悍將風格有著各式各樣的看法。李康敏在接受美國音樂雜誌《吉他世界》採訪時，便評論了人們對龍族悍將音樂風格的描述：「『任天堂金屬』、『極端力量金屬』、『嗑了安非他命的邦喬飛』、『遇到超級殺手的旅程樂團』...人們總是把奇怪的標籤貼在我們身上」。龍族悍將也時常被歸類為速度金屬和速度力量金屬樂團。

## 軼事
龍族悍將的成員以容易滑倒、跌倒聞名，特別是吉他手李康敏。

## 成員列表

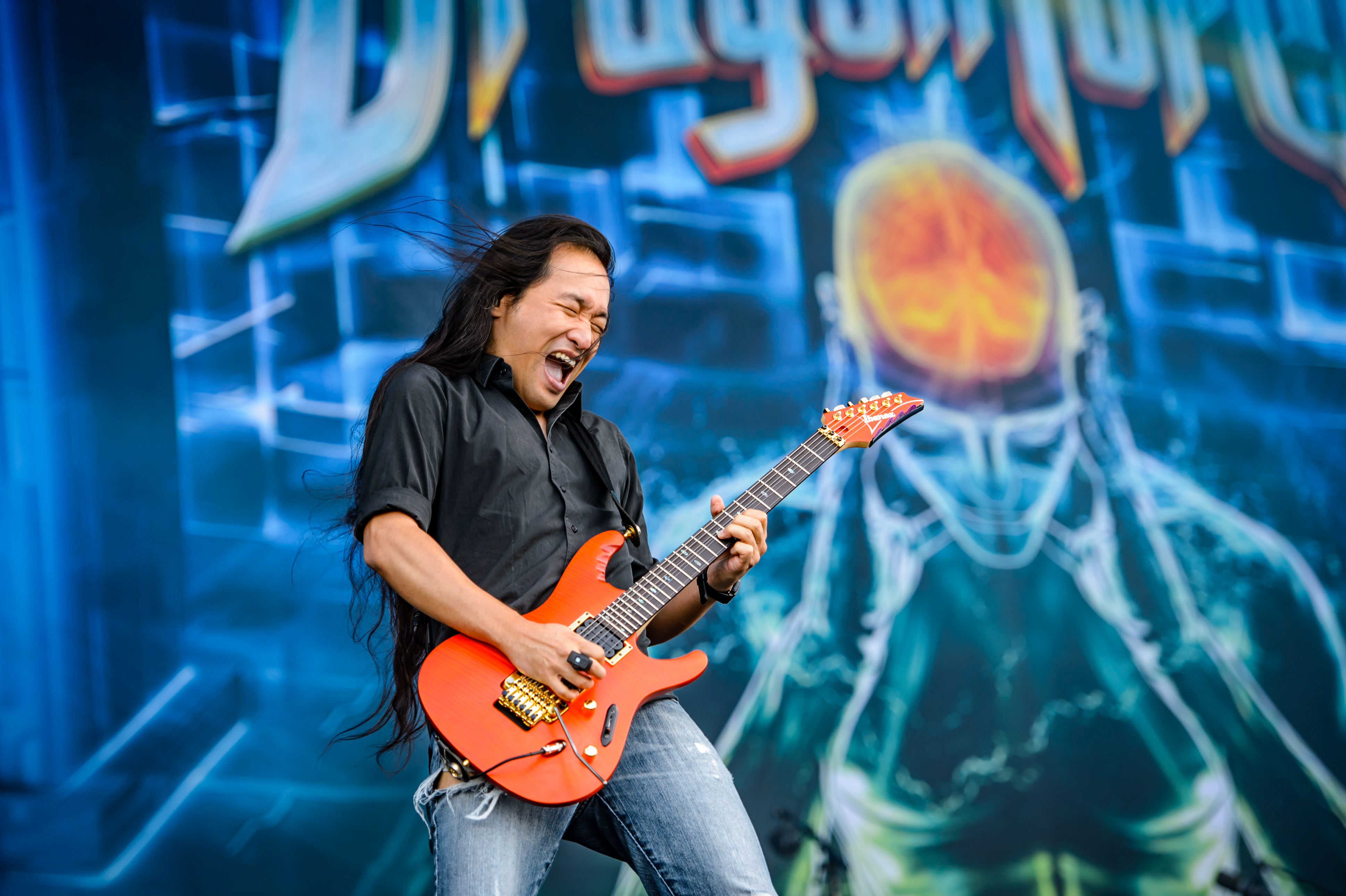
李康敏
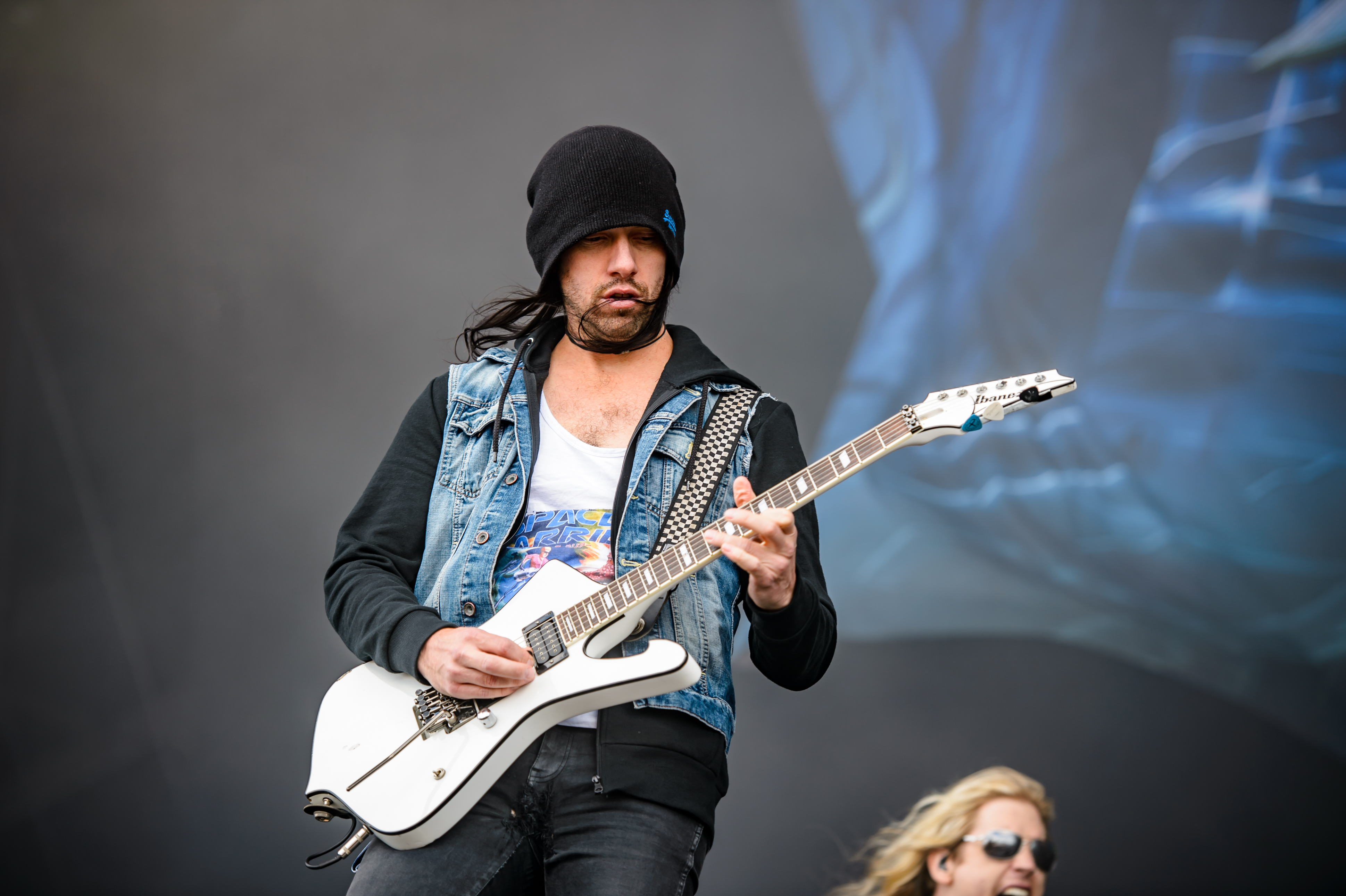
山姆·托曼
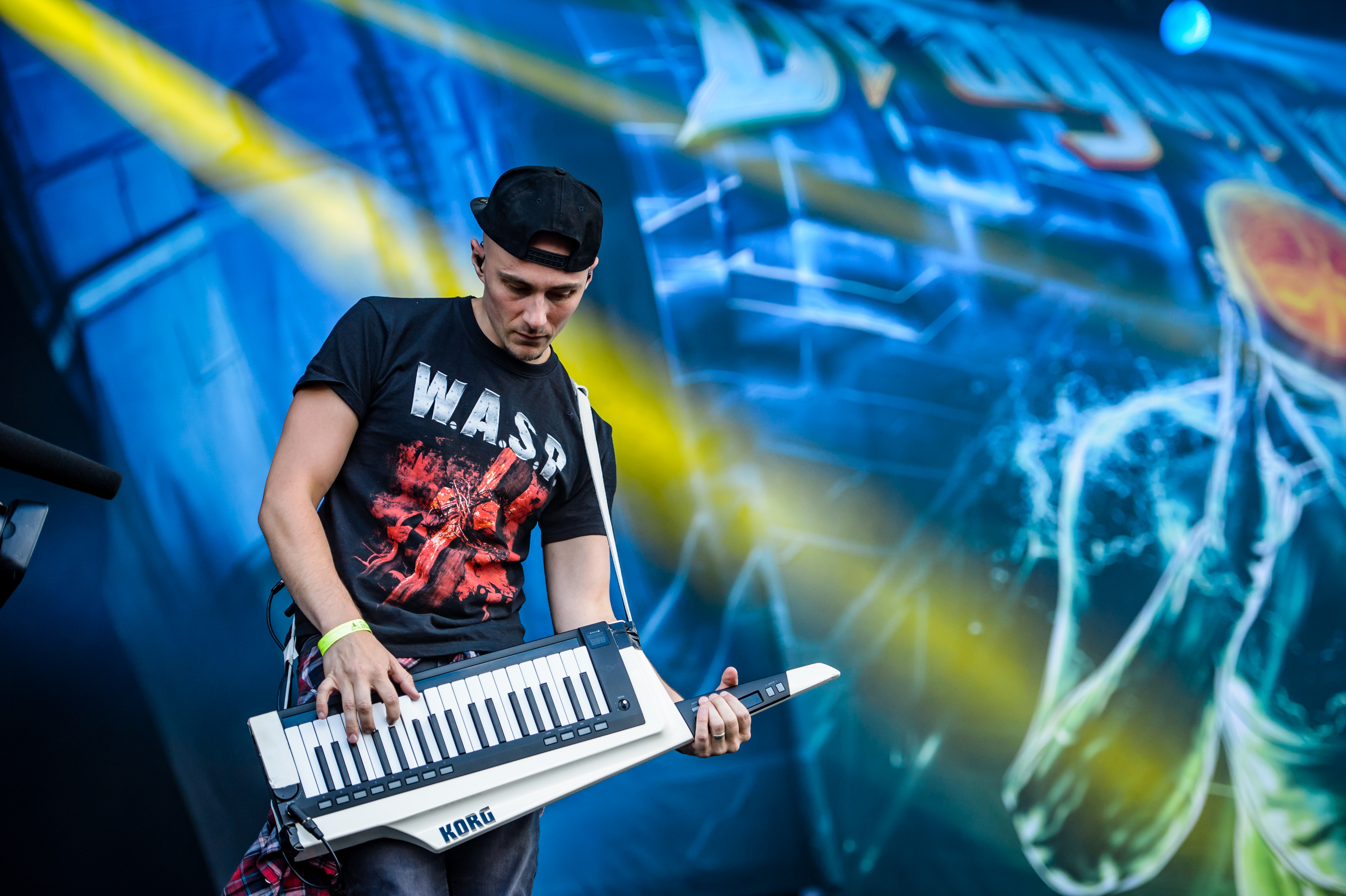
瓦迪姆·普魯諾夫
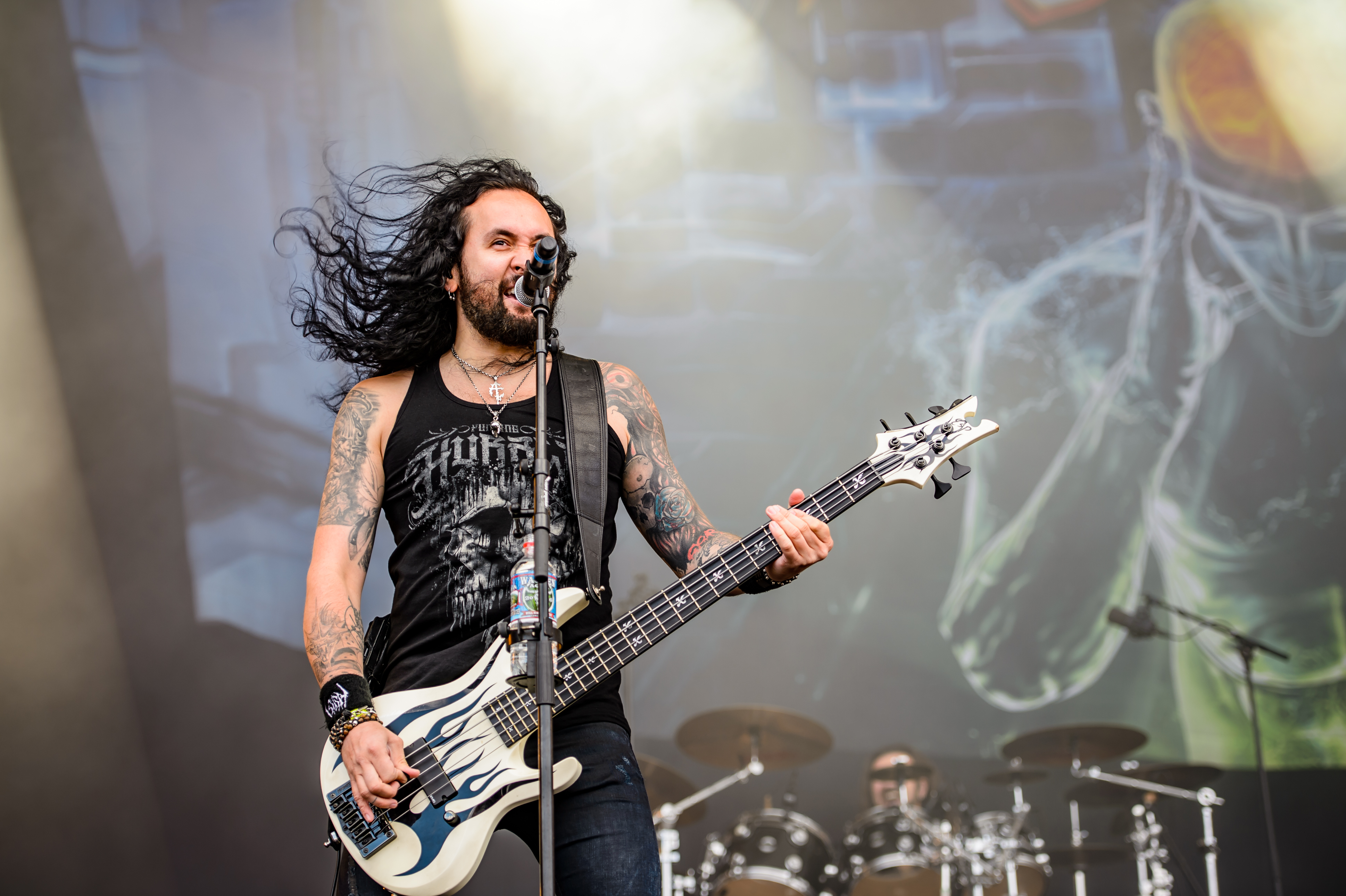
費德里克·路克萊爾
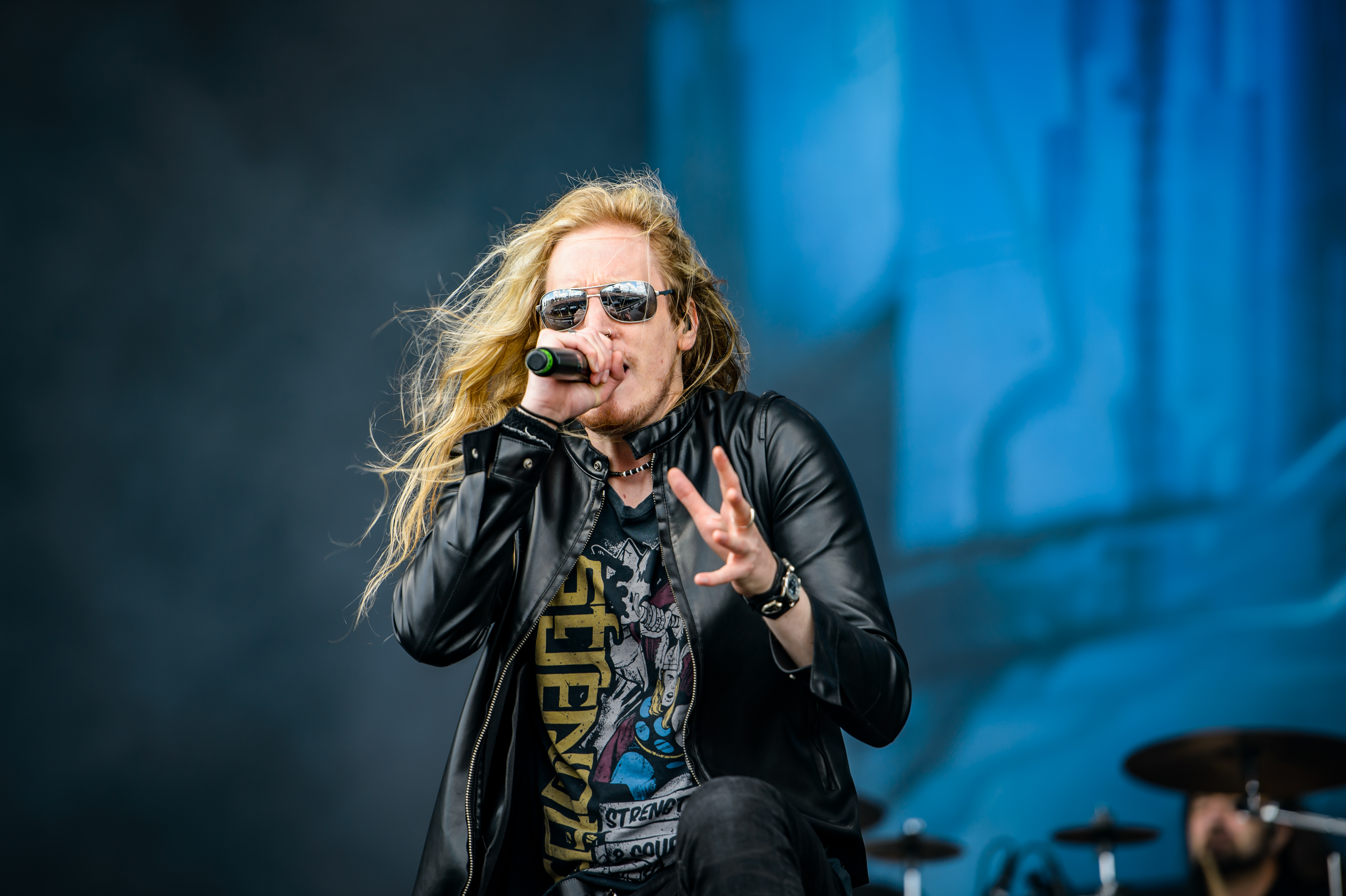
馬克·哈德森

| - 李康敏 – 吉他、和聲（1999年 - 至今） - 山姆·托曼 – 吉他、和聲（1999年 - 至今） - 馬克·哈德森 – 主唱、和聲（2011年 - 至今） - 吉·安佐隆 – 鼓、打擊樂器、和聲（2014年 - 至今） - 艾莉西亞·維吉爾 – 貝斯、和聲（支援- 2020年, 2022年 - 至今） | - ZP塔特 – 主唱（1999 - 2010年） - 迪帝埃·阿爾莫斯尼 – 鼓、打擊樂器（1999 - 2003年） - 史提夫·史考特 – 貝斯、和聲（1999 - 2000年） - 史提夫·威廉斯 – 鍵盤、鍵盤吉他、和聲（1999 - 2000年） - 馬特·薩提克 – 鼓、打擊樂器（1999年） - 迪康·哈珀 – 貝斯、和聲（2000 - 2002年） - 艾德里安·蘭伯特 – 貝斯、和聲（2002 - 2005年） - 戴夫·麥金塔許 – 鼓、打擊樂器、和聲（2003 - 2014年） - 瓦迪姆·普魯諾夫 – 鍵盤、鍵盤吉他、合成器、特雷門、和聲（2001年 - 2018） - 費德里克·路克萊爾 – 貝斯、吉他、和聲（2005年 - 2019） - 佩爾·弗雷德里克·奧斯利 - 主唱（2016年） - 亞拉蘇·蓋瑞法拉 - 主唱（2016年） |

## 作品
更詳細的列表請參見主條目：龍族悍將唱片列表
| - 幽谷魔咒（2003年2月25日） - 原子風暴（2004年5月11日） - 非人神技（2006年1月9日） - 超激對決（2008年8月26日） - 全力衝刺（2012年4月15日） - 極限失控（2014年8月18日） - 無限境界（2017年5月19日） - 极限力量金属（2019年9月27日） - 曲速战士（2024年4月15日） | - 暮光之役（2010年9月13日） - 火線狙擊（2015年7月10日） - 超級經典（2016年4月3日） |

## 外部連結
- 官方网站